# ياسمين مصطفى
ياسمين يحيى عبده مصطفى كانت طالبة مصرية في المرحلة الثانوية وباحثة في مجال العلوم والتكنولوجيا. اشتهرت باختراعها لجهاز يعمل على تبخير المياه على حرارة حرق قش الأرز وتوليد الطاقة، كرمتها وكالة ناسا الأمريكية للفضاء بإطلاق اسمها على أحد الكويكبات المكتشفة تكريمًا لجهودها في مجال علوم الأرض والبيئة.

## مولدها وطفولتها
مواليد مركز كفر سعد بمحافظة دمياط صاحبة. الابنة الوسطى لوالديّها حيث تملك شقيقين وهما محمد وإنجي وقد توفي والدها واكملت والدتها مسيرة تربيتها هي واخواتها. كانت تدرس في الصف الثاني الثانوي في مدرسة المتفوقات في العلوم والتكنولوجيا بزهراء المعادي، وحصلت على المركز الأول على محافظة دمياط في السادس الابتدائي، والمركز الثاني في الثالث الإعدادي.
بعد تفوقها في المرحلة الإعدادية بات يراودها حلم التميز والالتحاق بمدرسة المتفوقات للعلوم والتكنولوجيا ورغم كل المعاراضات التي واجهتها في الانتقال من القرية إلى المدينة نجحت في اقناع اسرتها بالانتقال إلى القاهرة واستطاعت مواجهه التحديات التي واجهتها في نقل اوراقها من الإدارة التعليمية والقطاع التعليمي التابعة له وغيرها من الأوراق التي لم تجعلها تتراجع عن حلمها

## إنجازاتها
حصلت على جائزة المركز الأول عن فئة علوم الأرض والبيئة في معرض إنتل الدولي للعلوم والهندسة الذي انعقد في بيتسبورغ نتيجة اختراعها لجهاز يعمل على تبخير المياه على حرارة حرق قش الأرز على درجة حرارة تصل إلى 120 درجة مئوية وتمرير الغازات الناتجة عن الحرق على طحالب لتنتج بايو ديزيل وزيت واستغلال الغازات الناتجة بعد ضغطها في توليد أنواع الطاقة المختلفة واستغلال رماد القش في صناعات متعددة مثل الاسمنت والسماد والعضوى وتم تقديمه في مشروع أطلق عليه (القوة الكامنة في قش الأرز).
تلقت ياسمين عدة عروض من دول اجنبية لتنفيذ مشروعها ولكنها رفضت وأصرت على تنفيذ مشروعها في مصر بعد الانتهاء من المرحلة الثانوية
وقد تم اطلاق اسم جدها الأكبر (مصطفى) على أحد الكويكبات المكتشفة حديثا تقديرا لها على مجهودها في مجال البحث العلمي في مجال علوم الأرض والبيئة وأعلنت وكالة ناسا أنها سمت الكويكب الجديد بـ«مصطفى 31910»

## تكريمها
تم تكريمها من قبل وكالة ناسا الأمريكية للفضاء وتم اطلاق اسمها على الكويكب الذي اكتشفته تكريما لجهودها في مجال علوم الأرض والبيئة
كما تم تكريمها من قبل مؤسسة «القدرات» للتدريب وتنظيم الفعاليات الإدارية الإماراتية -الجهة المنظمة لمعرض تنمية وتطوير الشباب العربي- بالتعاون مع إحدى الشركات المصرية، الذي يقام في القاهرة في الفترة ما بين 17- 19 أبريل